# Swainsona greyana
Swainsōna greyāna (лат.) — многолетний полукустарник, вид цветковых растений рода Свайнсона (Swainsona) семейства Бобовые (Fabaceae).
Растение впервые описано в 1846 году британским биологом Джоном Линдли. В английском языке вид известен также под названиями «darling pea» или «hairy darling pea».

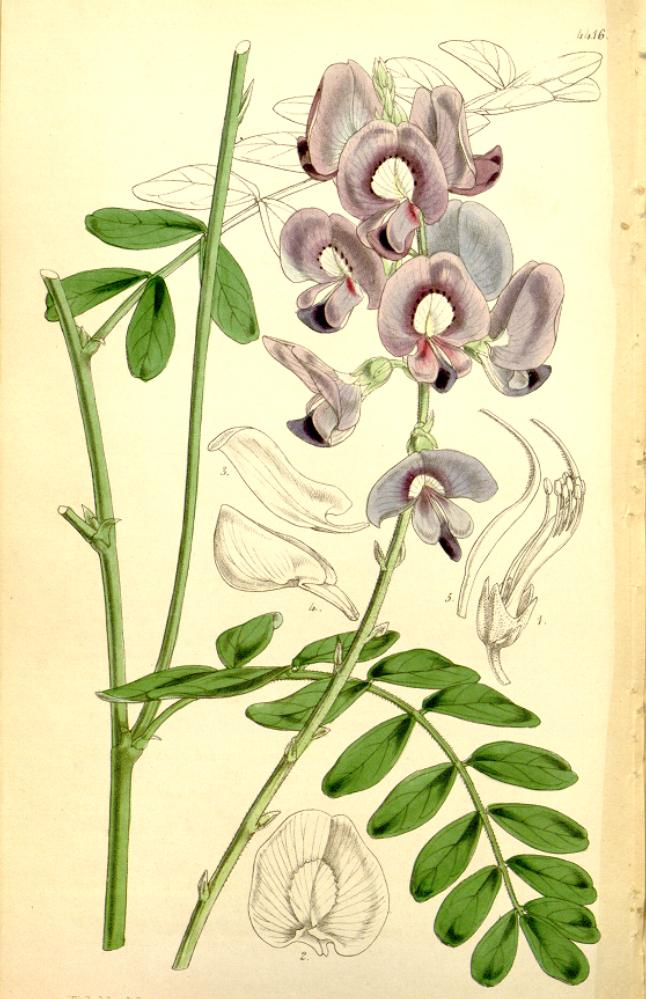
Ботаническая иллюстрация из «Curtis’s Botanical Magazine»

## Распространение, описание
Эндемик Австралии; произрастает преимущественно в штатах Южная Австралия, Виктория и Новый Южный Уэльс.
Вырастает до 1,5 метров в высоту, длина листьев — 10—15 см. Цветёт с сентября по март. Плод — стручок длиной 30—50 мм.

## Химический состав
Содержит в себе токсичное вещество сваинсонин (алкалоид), представляющее угрозу для разведения домашнего скота. В мае 2014 года получили особую известность инциденты с резкими негативными изменениями в поведении домашних овец, в рацион которых входила Swainsona greyana. Ядовитое растение привело в конечном счёте к массовой гибели сотен голов скота. У заморенных животных отмечались галлюцинации, от которых те неосознанно бились головой о различные предметы и погибали от полученных травм.